# Sanne

Sanne este o comună în Saxonia-Anhalt, Germania